# 503 Brygada Grenadierów
503 Brygada Grenadierów, niem. Grenadier-Brigade 503 – jedna z niemieckich brygad grenadierów. Utworzona w czerwcu 1944 roku z 503 Regimentu Polowego (Luftwaffe) dla 20 Armii Górskiej, w celu użycia na terenie Finlandii i Norwegii. Brak dalszych informacji.